# Odcinek Armijny Hollidt
Odcinek Armijny Hollidt (niem. Armee-Abteilung Hollidt) – jedna z niemieckich grup armijnych. Utworzona w styczniu 1943 roku przy Grupie Armii Don z dowództwa XVII Korpusu Armijnego. Miał za zadanie zorganizować rozproszoną obronę niemiecką nad Donem. Jako wzmocnienie wystąpić miała 306 Dywizja Piechoty. W marcu 1943 roku przekształcony w 6 Armię. 